# Przyłęk Mały
Przyłęk Mały [pronunciación en polaco: /ˈpʂɨwɛŋk ˈmawɨ/] es un pueblo ubicado en el distrito administrativo de Gmina Rogów, dentro del condado de Brzeziny, voivodato de Łódź, en el centro de Polonia.  Se encuentra aproximadamente a 4 kilómetros al norte de Rogów, a 12 kilómetros al noreste de Brzeziny, y a 31 kilómetros al este de la capital regional, Łódź.